# Robert Koch (Jurist)
Robert Koch (* Januar 1965 in Wolfsburg) ist ein deutscher Jurist und Hochschullehrer.

## Leben
Nach der Promotion 1994 an der Universität Göttingen zum Dr. iur. lehrte er von 2001 bis 2006 als Professor für Wirtschaftsrecht, insbesondere Handelsrecht, Gesellschaftsrecht und Außenhandelsrecht an der Hochschule für Wirtschaft und Umwelt Nürtingen-Geislingen und ab 2006 als Professor für Bürgerliches Recht und Versicherungsrecht in Hamburg.

## Schriften (Auswahl)
- Einwirkungen des Gemeinschaftsrechts auf das nationale Verfahrensrecht im Falle richterlicher Vertragsverletzungen im Zivilprozess . Berlin 1994, ISBN 3-631-47527-6.
- Kaufmännisches Recht. Planegg 2002, ISBN 3-448-04947-6.
- Versicherbarkeit von IT-Risiken in der Sach-, Vertrauensschaden- und Haftpflichtversicherung. Berlin 2005, ISBN 3-503-08328-6.
- Vertrauensschadenversicherung. Karlsruhe 2006, ISBN 3-89952-266-4.